# Pia Guerra

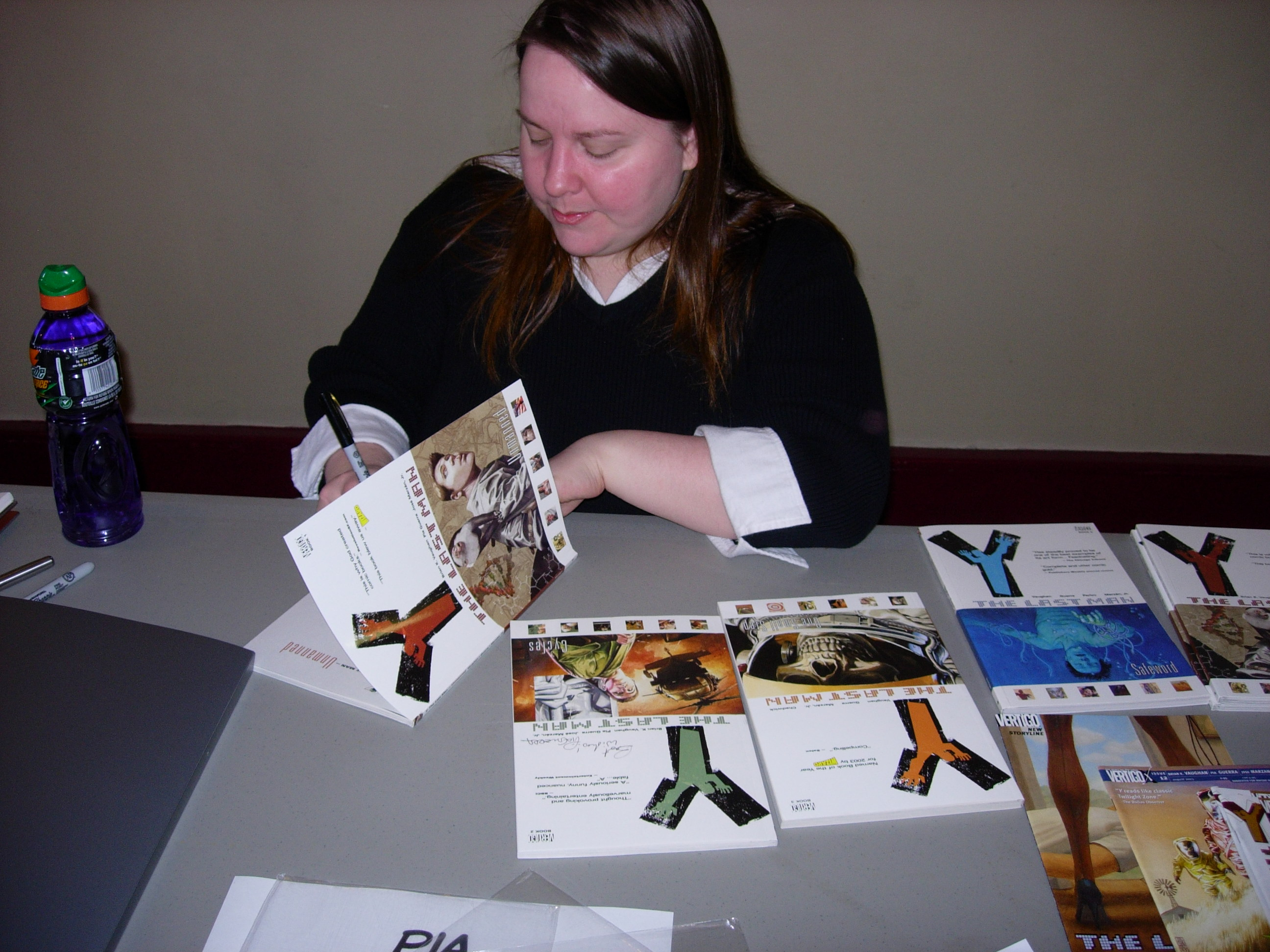
Pia Guerra auf der Vancouver Comicon im März 2006

Pia Jasmin Guerra (* 2. Dezember 1971 in Hoboken, New Jersey) ist eine kanadische Comic-Künstlerin, Illustratorin und Karikaturistin. Bekanntheit erlangte sie durch den Comic Y: The Last Man, den sie zusammen mit Brian K. Vaughan erschuf und dessen Bleistiftzeichnungen größtenteils von Guerra stammen. Die Reihe erschien von 2002 bis 2008 bei Vertigo. Seit den späten 2010er Jahren veröffentlicht sie neben Comics auch politische Karikaturen.

## Leben und Werk
Pia Jasmin Guerra wurde am 2. Dezember 1971 in Hoboken geboren. Ihr Vater ist ein chilenischer Musiker und ihre Mutter stammt aus Finnland, sie hat eine jüngere Schwester. Während ihrer Kindheit zog die Familie häufig um. Im Alter von fünf Jahren lebte sie mit ihren Eltern für etwa ein Jahr in Finnland, den größten Teil ihrer Jugend verbrachte sie in Vancouver. In Finnland blätterte sie durch einige Alben von Asterix und Barbapapa. Da sie die Texte nicht lesen konnte, versuchte sie sich die Geschichten anhand der Bilder zu erschließen. Etwas später entdeckte sie die Zeitschrift Mad für sich. Als sie zehn war, besuchte sie ihr fünfzehnjähriger Cousin Patrick aus Queens. Dieser vergaß die Ausgabe #129 von Uncanny X-Men, geschrieben von Chris Claremont, auf dem Kaffeetisch. Sie war begeistert und las das Comicheft so oft, bis es auseinanderfiel. Da X-Men im örtlichen Geschäft nicht verfügbar war, kaufte ihre Mutter Exemplar #21 der Teen Titans, und Guerra fand dadurch eine weitere Comicreihe, die sie mit Leidenschaft las.
Trotz ihrer Begeisterung für das Medium – sie las nicht nur Comics, sondern zeichnete auch Cartoons für die Schülerzeitung – wollte Guerra ursprünglich nicht Comic-Künstlerin werden. Der eigene Vater war nicht sonderlich erfolgreich, auch durch den Umgang mit befreundeten Musikern und Künstlern in Kindheit und Jugend assoziierte sie kreative Berufe mit Armut. Deswegen fasste sie in der Mittelschule den Entschluss, eine Flugschule zu besuchen, um als Pilotin in einem Beruf mit gutem Einkommen arbeiten zu können. Wenige Monate, bevor sie sich einschreiben konnte, wurde bei ihr Skoliose diagnostiziert, was ihre Pläne zunichtemachte. Sie musste operiert werden, für einige Jahre hatte sie Probleme beim Laufen und musste sich erst wieder daran gewöhnen. Während sie mit dem Gedanken spielte, zu studieren, wahrte sie ihr Interesse an Comics. Gemeinsam mit Schulfreunden besuchte sie Comic-Conventions und erhielt dort auch positive Rückmeldungen zu ihren eigenen Illustrationen. Durch Titel wie Hellblazer oder Sandman lernte sie Facetten des Mediums jenseits klassischer Superhelden kennen. Ihre Eltern ließen sich gegen Ende ihrer Schulzeit scheiden, was Guerra ziemlich zusetzte. Für ihren High-School-Abschluss an der Terry Fox Secondary School in Port Coquitlam im September 1990 mit sehr guten Noten hatte sie hart gearbeitet, gerade deswegen war ihr die Lust an Schule vergangen. All das führte zu dem Entschluss, doch als Comic-Künstlerin tätig zu werden. Sie zog aus ihrem Elternhaus aus, hielt sich mit niedrig bezahlten Gelegenheitsjobs finanziell über Wasser, und widmete ihre Freizeit dem Zeichnen.
Am Anfang ihrer Karriere arbeitete Guerra hauptsächlich als Illustratorin jenseits von Comics. Von Februar 1996 bis November 1998 Jahre steuerte sie Illustrationen zu den Pen-&-Paper-Rollenspielen des Verlages White Wolf bei. Zufällig entdeckte sie den Verlag, als sie in einem Geschäft durch ein Buch zu dem Spiel Vampire: Die Maskerade blätterte. Ihr gefiel der Stil und sie bewarb sich erfolgreich mit einigen ihrer Zeichnungen. Ihre Bilder waren unter anderem in den Anleitungen zu Rollenspielen aus der Welt der Dunkelheit zu sehen, darunter Werewolf: The Apocalypse und Vampire: Die Maskerade. Im Jahr 1998 verfasste sie mehrere Storyboards für Werbevideos, beispielsweise für West By Northwest Films und Xbox Game Studios. Zwischen Juni und November 2000 gestaltete sie Spielkarten für das Sammelkartenspiel Legend of the Five Rings der Firma Wizards of the Coast.
In den 1990er veröffentlichte Guerra mehrere Kurzcomics in verschiedenen Sammelwerken. So erschienen etwa im November 1994 The Hippie Baby Sitter in The Big Book of Urban Legends (1 Seite), im Juni 1995 If I Close My Eyes Forever in Weird Business (20 Seiten) und 1997 Slip in ÆON Focus #5 (1 Seite). Ihr Durchbruch als Comic-Künstlerin gelang mit der dystopischen Reihe Y: The Last Man, die sie gemeinsam mit Brian K. Vaughan erschuf. Die Vorzeichnungen mit Bleistift stammen größtenteils von Guerra, Inker der Serie war José Marzán. Schon mit dem Verkauf der ersten beiden von letztendlich 60 Heften zeichnete sich der Erfolg der Serie ab. Guerra stand bereits seit einigen Jahren in Kontakt mit Vertigo. Sie hatte sich schon mehrfach erfolglos als Illustratorin beworben, etwa für die Comics Name of Magic und Shade, bekam aber erst für Y: The Last Man eine Zusage von dem Verlag. Der Comic erschien von September 2002 bis März 2008 bei Vertigo, die deutsche Übersetzung brachte Panini Comics heraus. In der Geschichte sterben am 17. Juli 2002 alle männlichen Säugetiere auf der Erde aufgrund einer mysteriösen Seuche. Nur der Hobby-Magier Yorick Brown und sein Kapuzineräffchen Ampersand sind nicht von der Krankheit betroffen. Yorick macht sich von Brooklyn auf den Weg, seine Freundin Beth Deville in Australien zu finden, sie sich dort als Austauschstudentin aufhält.
Seit Ende der 2010er Jahre publiziert Guerra neben Comics ebenfalls politische Karikaturen und Cartoons, unter anderem bei Mad, The Nib, The New Yorker und The Washington Post. Dabei arbeitet sie regelmäßig mit ihrem Ehemann Ian Boothby zusammen. Sie veröffentlichen zum Beispiel gemeinsam den humoristischen Webcomic Mannequin on the Moon, dessen Episoden jeweils nur aus einem Panel bestehen. Wiederkehrende Themen von Guerras Karikaturen sind Amokläufe und Waffengewalt. Für Hero’s Welcome erhielt sie größere Aufmerksamkeit. Nach dem Schulmassaker von Parkland am 14. Februar 2018 fühlte sie sich hilflos und konnte nicht schlafen. Stattdessen zeichnete sie die Nacht durch, hatte am frühen Morgen die entscheidende Idee und veröffentlichte das Ergebnis noch am Nachmittag auf Twitter. Aaron Feis, Mitarbeiter der Schule und Vater eines jungen Kindes, starb, als er sich schützend vor Schüler stellte. In Guerras Cartoon wird Feis im Jenseits von zahlreichen Kindern und Erwachsenen, die ebenfalls einem Amoklauf an einer Schule zum Opfer fielen, als Held empfangen. The Kids Are Alright ist ebenfalls durch die Tat in Parkland inspiriert, genauer gesagt von der Schülerin Emma Gonzalez, die in ihrer Rede den Einfluss der National Rifle Association auf die Politik kritisierte. Einen weiteren Beitrag widmete sie dem Anschlag auf Charlie Hebdo. Wiederholt machte sie auch Donald Trump und dessen Präsidentschaft zum Thema ihrer politischen Cartoons. Big Boy etwa zeigt Trump als Kleinkind, der auf dem Schoß von Steve Bannon sitzt (zur Zeit der Veröffentlichung galt Bannon als einflussreich in der Trump-Administration).
Guerra lebt und arbeitet in Vancouver. Sie zeichnet hauptsächlich mit Bleistift, ist aber auch als Inkerin aktiv. Die Bleistiftzeichnungen von Y: The Last Man stammen zum großen Teil von ihr, bei Black Canary und Doctor Who:The Forgotten füllt sie beide Rollen aus. Als Comic-Autorin ist sie bisher nur selten in Erscheinung getreten, unter anderem bei Nummer 168 und 189 der Simpsons Comics.

## Künstlerischer Einfluss
Noch bevor sie lesen konnte, versuchte Guerra die Geschichten von Comics anhand der Bilder zu verstehen. Als Kind lernte sie Mad kennen und war von den veröffentlichten Karikaturen beeindruckt. Außerdem setzte sie sich durch die Zeitschrift mehr mit dem Medium Comic auseinander. Sie lernte unter anderem den Unterschied zwischen einer Sprechblase und einer Denkblase, oder dachte über Erzählstruktur sowie visuelle Gestaltung nach. X-Men gehört zu den Comics, die Guerra ebenfalls als Kind anfing und noch bis heute liest. Sie bezeichnet Ausgabe #205 der Reihe, ein Soloabenteuer von Wolverine, als ihren Lieblingscomic. Ein Exemplar befindet sich stets an ihrem Arbeitsplatz, um als Anregung darin blättern zu können, wenn sie beim Illustrieren keine Fortschritte erzielt.
Abgesehen vom Unterricht in der Schule durchlief Guerra keine weiterführende künstlerische Ausbildung. Sie brachte sich das Zeichnen mit Hilfe von Büchern und Comics selbst bei, zum Beispiel anhand von Scott McClouds Comics richtig lesen, Dynamic Light and Shade von Burne Hogarth oder Anatomiebüchern. Als weiteren Einfluss nennt sie allen voran Comic-Künstler wie etwa Moebius, George Pérez, Sean Phillips, John Romita Jr. und Bill Sienkiewicz. Als ebenfalls prägend sieht sie Maler wie Henri de Toulouse-Lautrec, Katsushika Hokusai und N. C. Wyeth sowie Filmemacher, darunter Steven Soderberg, die Wachowskis und Sam Raimi. Durch den Austausch mit Gus Norman fand sie zu einer effizienteren Arbeitsweise, reduzierte etwas den Detailgrad ihrer Illustrationen und fand immer mehr ihren Stil. Die Arbeit an der fortlaufenden Comicreihe Y: The Last Man mit festen Abgabeterminen erforderte ebenfalls einen produktiveren Zeichenstil, als sie es etwa durch One Shots gewöhnt war, sie lernte dadurch aber auch, mit mehr Geduld zu arbeiten.

## Veröffentlichungen (Auswahl)
- If I Close My Eyes Forever zusammen mit Charles de Lint. In Weird Business (20 Seiten), Mojo Press, 1995.
- Home Sweet Not zusammen mit David Dennis. In Glyph #1 (1 Seite), Labor of Love Productions, 1996.
- My Vagabond Days zusammen mit Steven T. Seagle. In Dark Horse Presents (8 Seiten), Dark Horse Comics, 1998.
- Y: The Last Man zusammen mit Brian K. Vaughan. Vertigo, 2002–2008.
- Love Cycle zusammen mit Maria-Emiko Macuaga. In Spider-Man Unlimited #10, Marvel Comics, 2005.
- Doctor Who: The Forgotten zusammen mit Tony Lee. Hefte 1–2 und 4–5, IDW Publishing, 2008.
- Black Canary zusammen mit Brenden Fletcher. Hefte 4–6, DC Comics, 2015.

## Auszeichnungen
2006 wurde Guerra mit einem Joe Shuster Award als beste Künstlerin ausgezeichnet. Für den Preis berücksichtigt wurden die Hefte #30–31 und #36–39 von Y: The Last Man sowie Ausgabe 10 von Spider-Man Unlimited.
Für Y: The Last Man erhielt sie gemeinsam mit José Marzán im Jahr 2008 einen Eisner Award in der Kategorie „Best Penciller/Inker or Penciller/Inker Team“.